# Wadern
Wadern là một đô thị ở huyện Merzig-Wadern, bang Saarland, toaj lạc ở phía tây nam của Đức. Đô thị Wadern bao gồm 14 khu vực dân cư với tổng số gần 17.000 dân. Về mặt diện tích, Wadern là đô thị lớn thứ 3 ở Saarland sau Saarbrücken và St. Wendel.
Wadern tọa lạc ở chân Schwarzwälder Hochwald
Các phường:
Bardenbach, Büschfeld, Dagstuhl, Gehweiler, Krettnich, Lockweiler, Löstertal, Morscholz, Noswendel, Nunkirchen, Steinberg, Wadern, Wadrill, Wedern.
Các làng:
Altland, Bardenbach, Büschfeld, Buweiler, Dagstuhl, Gehweiler, Kostenbach, Krettnich, Lockweiler, Morscholz, Münchweiler, Niederlöstern, Noswendel, Nuhweiler, Nunkirchen, Oberlöstern, Rathen, Reidelbach, Steinberg, Überlosheim, Vogelsbüsch, Wadern, Wadrill, Wedern